# Stora AB
 (janvier 2024).
Si vous disposez d'ouvrages ou d'articles de référence ou si vous connaissez des sites web de qualité traitant du thème abordé ici, merci de compléter l'article en donnant les références utiles à sa vérifiabilité et en les liant à la section « Notes et références ».
Stora AB (jusqu'en 1984 Stora Kopparbergs Bergslags AB) est une ancienne entreprise suédoise spécialisée dans l'industrie du bois. Elle fut fondée en 1862 en lien avec l'exploitation minière de la grande montagne de cuivre de Falun et devint en 1888 une des plus anciennes société par actions au monde. À la fin du XXe siècle, l'entreprise se spécialisa dans l'industrie forestière et devient en 1987 la plus grande entreprise du secteur du pays. En 1998, elle fusionna avec la société finlandaise Enso-Gutzeit Oy (fi) pour former Stora Enso.